# Conjunto Catalina
O Conjunto Catalina é um conjunto habitacional na cidade do Belém do Pará. Foi inicialmente construído para atender os soldados e outras patentes da Aeronáutica.

## Localização
O conjunto fica localizado na rodovia Centenário, no bairro do Mangueirão. É cercado pelos bairros do Mangueirão e Benguí, Condomínio Cristal Ville, Água Cristal e pelos recentes conjuntos do governo estadual. O Catalina, como é chamado, situa-se relativamente próximo do Aeroporto Internacional de Belém e do Estádio Estadual Jornalista Edgar Augusto Proença (Mangueirão).

## Elementos
O Catalina é constituído de 17 travessas numeradas de 1 a 17, mais a travessa Tenente Amador Filho, rua Brito, travessa Sargento Muniz,travessa Sargento Fávaro, rua Majó Seda, rua Aurélio e rua Arterial Sul. Contém duas creches municipais, três escolas de ensino fundamental e médio — Escola Estadual de Ensino Fundamental e Médio Walter Leite (pública), Centro de Estudos Infantis Catalina e Centro Educacional Catalina (particulares).
Também há uma igreja católica (Sagrado Coração de Jesus), e igrejas protestantes (Igreja Universal do Reino de Deus, Assembléia de Deus, Igreja Quadrangular, etc.). O comércio familiar é variado, há um conjunto de bares na região central, próximo da Transmangueirão, denominado de Complexo, onde torcedores do Clube do Remo e do Paysandu SC costumam se reunir antes e depois dos jogos realizados no Mangueirão.
Há áreas livres no Catalina — três praças, um campo de futebol e outras ociosas. Também há uma caixa d'água da COSANPA (Companhia de Saneamento do Pará) que foi desativada e substituída por uma bomba que fica localizada na rua 10, rente à rodovia.